# Kawaba
Kawaba (jap. 川場村 Kawaba-mura) – wieś w Japonii, na wyspie Honsiu, w prefekturze Gunma. Według danych na rok 2020 miejscowość zamieszkiwało 3 480 mieszkańców , a gęstość zaludnienia wyniosła 40,8 os./km².